# 亚美尼亚革命联盟
亚美尼亚革命联盟，又称达什纳克楚琼（Dashnaktsutyun），亚美尼亚政党，立场为左翼民族主义。于1890年成立于俄罗斯帝国梯弗里斯（今格鲁吉亚首都第比利斯）。该党目前主要活跃于亚美尼亚，在其他亚美尼亚裔分布国家也有活动。
亚美尼亚革命联盟曾主张社会主义。2003年，成为社会党国际的成员。
该党曾活跃于纳戈尔诺-卡拉巴赫地区，但在2023年9月阿塞拜疆对阿尔扎赫发动攻势后，阿尔扎赫共和国及其所有机构均不复存在。